# 十分一 (小惑星)
十分一（じゅうぶいち、44011 Juubichi）は、小惑星帯（メインベルト）に位置する小惑星の一つ。山形県南陽市のアマチュア天文家、大国富丸により発見された。
南陽市にある十分一山（じゅうぶいちさん：標高482m）から命名された。"juub-u-ichi"となるはずが登録の手違いでuが抜けJuubichiになったという。